# Cracticus cassicus
Verdugo-de-cabeça-preta (Cracticus cassicus) é uma espécie de ave da família Corvidae.
Pode ser encontrada nos seguintes países: Indonésia e Papua-Nova Guiné.
Os seus habitats naturais são: florestas subtropicais ou tropicais húmidas de baixa altitude.